# Sainte-Anne-des-Lacs
Sainte-Anne-des-Lacs är en kommun av typen socken (municipalité de paroisse) i provinsen Québec i Kanada. Den ligger i regionen Laurentides, i den sydöstra delen av landet, 130 km öster om huvudstaden Ottawa. Antalet invånare var 3 862 vid folkräkningen 2021. Landarean är 25 kvadratkilometer.